# Misje dyplomatyczne w Gruzji
     Gruzja
     Kraje, które mają swoje przedstawicielstwa dyplomatyczne w Gruzji z siedzibą w Tbilisi

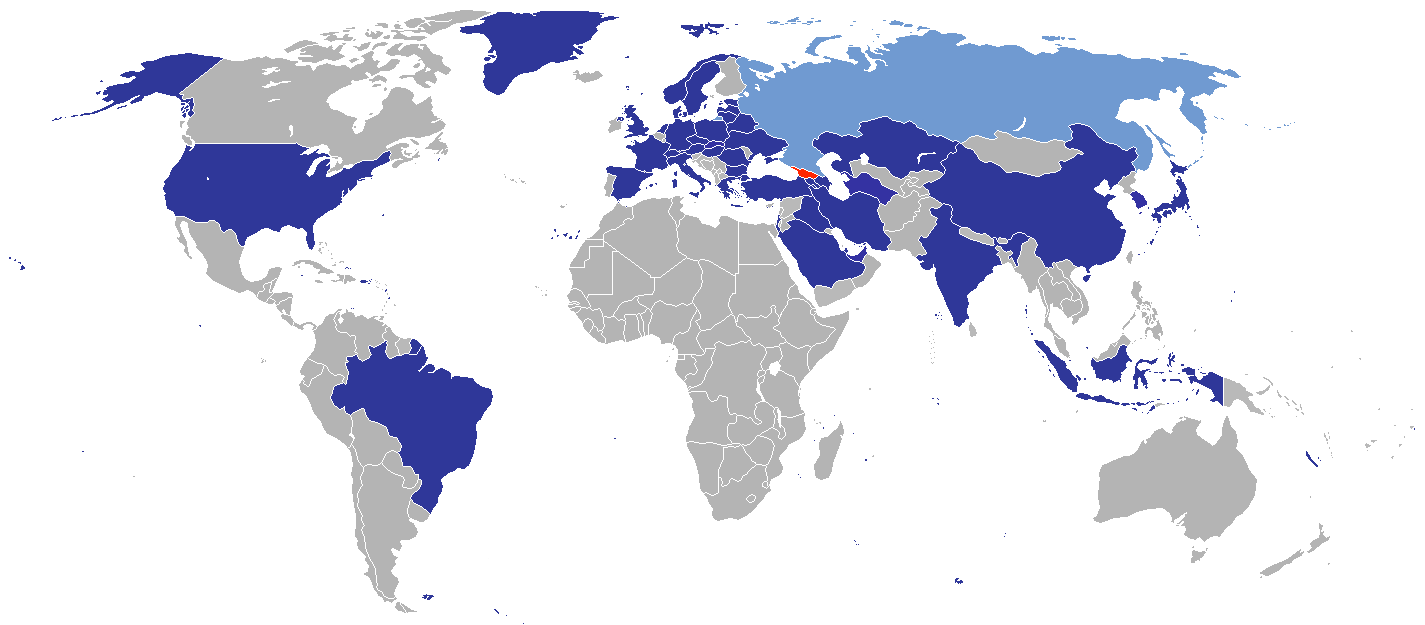
Gruzja
Kraje, które mają swoje przedstawicielstwa dyplomatyczne w Gruzji z siedzibą w Tbilisi

Misje dyplomatyczne w Gruzji – obecne przedstawicielstwa dyplomatyczne w Gruzji. Stan na wrzesień 2018. Lista pomija ambasadorów wizytujących.
Dziekanem korpusu dyplomatycznego akredytowanego w Gruzji jest z urzędu nuncjusz apostolski w Gruzji od momentu złożenia listów uwierzytelniających.

## Misje dyplomatyczne w Gruzji
Wszystkie przedstawicielstwa mają swoją siedzibę w Tbilisi.
| - Austria - Białoruś - Bułgaria - Czechy - Estonia - Francja - Grecja - Holandia - Litwa - Łotwa - Niemcy - Polska - Rosja - Rumunia - Słowacja - Stolica Apostolska - Szwajcaria - Szwecja - Ukraina - Węgry - Wielka Brytania - Włochy | - Armenia - Azerbejdżan - Chiny - Irak - Iran - Izrael - Japonia - Katar - Kazachstan - Turcja - Turkmenistan - Zjednoczone Emiraty Arabskie | - Brazylia - Stany Zjednoczone | - NATO - ONZ - Unia Europejska - Zakon Maltański |

## Misje dyplomatyczne przy innych państwach z dodatkową akredytacją w Gruzji
W nawiasach podano miasto, w którym rezyduje dany przedstawiciel.
| - Albania (Ankara) - Belgia (Baku) - Bośnia i Hercegowina (Ankara) - Chorwacja (Ateny) - Cypr (Ateny) - Czarnogóra (Kijów) - Dania (Kijów) - Hiszpania (Ankara) - Irlandia (Sofia) - Malta (Warszawa) - Mołdawia (Baku) - Norwegia (Baku) - Portugalia (Ankara) - Serbia (Kijów) - Słowenia (Kijów) | - Afganistan (Baku) - Arabia Saudyjska (Baku) - Bahrajn (Ankara) - Bangladesz (Ankara) - Filipiny (Ankara) - Indie (Erywań) - Indonezja (Kijów) - Jordania (Baku) - Kirgistan (Baku) - Korea Południowa (Baku) - Korea Północna (Taszkent) - Kuwejt (Erywań) - Liban (Erywań) - Malezja (Kijów) - Mongolia (Astana) - Oman (Ankara) - Pakistan (Baku) - Sri Lanka (Ankara) - Tadżykistan (Baku) - Tajlandia (Ankara) - Uzbekistan (Baku) - Wietnam (Astana) - Australia (Ankara) - Fidżi (Bruksela) - Nowa Zelandia (Warszawa) | - Algieria (Ankara) - Angola (Moskwa) - Benin (Ankara) - Burkina Faso (Ankara) - Burundi (Ankara) - Demokratyczna Republika Konga (Moskwa) - Egipt (Erywań) - Etiopia (Ankara) - Ghana (Teheran) - Gwinea (Moskwa) - Kongo (Moskwa) - Libia (Moskwa) - Malawi (Berlin) - Mali (Moskwa) - Maroko (Kijów) - Nigeria (Kijów) - Południowa Afryka (Kijów) - Sudan Południowy (Moskwa) - Tunezja (Ankara) - Uganda (Moskwa) - Wybrzeże Kości Słoniowej (Moskwa) - Zambia (Ankara) - Zimbabwe (Moskwa) | - Argentyna (Ankara) - Boliwia (Moskwa) - Chile (Warszawa) - Kolumbia (Ankara) - Ekwador (Ankara) - Peru (Ankara) - Urugwaj (Bukareszt) - Gwatemala (Ankara) - Honduras (Berlin) - Kanada (Ankara) - Kuba (Baku) - Meksyk (Ankara) - Panama (Warszawa) |

## Misje konsularne w Gruzji
uwzględniono jedynie konsulaty zawodowe

### Batumi
- Armenia (konsulat generalny)
- Azerbejdżan (konsulat generalny)
- Iran (konsulat generalny)
- Turcja (konsulat generalny)